# 澳洲信號局
澳大利亚信号局，前身为国防信号局 (DSD)，是澳大利亚政府的联邦法定机构，负责外国信号情报、支持军事行动、网络战和信息安全。是澳大利亚情报界的一部分。在五眼联盟中的作用是监控南亚和东亚的信号情报（“SIGINIT”）。还设有澳大利亚网络安全中心。
总部设在堪培拉的罗素办公室的国防部总部。根据立法，澳洲安全情報組織(ASIO)和澳大利亚联邦警察 (AFP)可寻求澳大利亚信号局的协助，对澳大利亚公民和企业进行调查。

## 历史
自成立以来，该局曾有多个不同的名称：
- 1947 –在国防部内成立国防信号局（Defence Signals Bureau）
- 1949 – 更名为国防信号情报处（Defence Signals Branch）
- 1964 – 更名为国防信号情报司（Defence Signals Division）
- 1974 - 成立浅滩湾接收站（英语：Shoal Bay Receiving Station），以替代原在新加坡的信号情报侦察基地。
- 1977 – 根据皇家情报与安全委员会（英语：Royal Commission on Intelligence and Security）（希望委员会Hope Commission）的建议更名为国防信号局（Defence Signals Directorate）[4]
- 2001 – 根据《2001年情报服务法（英语：Intelligence Services Act 2001）》转为法定机构。
- 2013 – 更名为澳大利亚信号局(Australian Signals Directorate)[5]

该局在2019年委托编写了一份官方历史，涵盖了该组织从成立到2001年的历史。

## 角色和责任
澳大利亚信号局的主要职能是收集和散发外国信号情报 (SIGINT)，并向澳大利亚政府和澳大利亚国防军(ADF)、其外国合作伙伴和军队提供信息安全产品和服务。
澳大利亚信号局运营至少三个接收站：
- 澳大利亚国防卫星通信站（英语：Australian Defence Satellite Communications Station）(ADSCS), 位于西澳大利亚州杰拉尔顿附近的Kojarena
- 浅滩湾接收站（英语：Shoal Bay Receiving Station）, 位于北領地浅滩湾（英语：Shoal Bay, Northern Territory）[8]
- 科科斯（基林）群島上的一个小站[8]

澳大利亚信号局在澳大利亚中部的美国使用的松树谷基地也有人员.
澳大利亚国防卫星通信站和浅滩湾接收站是美国信号情报和梯队分析网络的一部分。这些站还为许多澳大利亚政府机构以及其他五眼联盟合作伙伴提供信号情报。
澳大利亚皇家通信兵团的電子作戰人员与澳大利亚信号局密切合作。位于昆士兰卡巴拉婆罗洲兵营（Borneo Barracks）的澳大利亚第7通信团（电子作战）也与澳大利亚信号局有关。
此外，据报道，许多澳大利亚大使馆和海外使团也设有小型设施，为澳大利亚信号局提供信号情报数据流。

### 五眼联盟协定
1948年澳大利亚加入了五眼联盟协定，即澳大利亚、加拿大、新西兰、英国和美国之间的信号情报合作多边协定。该联盟也被称为五眼聯盟。其他被称为“第三方”的国家，如西德、菲律宾和几个北欧国家也加入了该协定社区。由于该协议是一项秘密条约，它的存在甚至直到1973年才告知坚持要看到该协定的时任澳大利亚总理高夫·惠特蘭。澳大利亚政府直到1973年墨菲袭击澳洲安全情報組織(ASIO)总部时才得知该协定的存在。随后澳大利亚总理高夫·惠特蘭才发现美国中央情报局（CIA）在澳大利亚愛麗斯泉附近设有秘密的松树谷监视站。松树谷现在由澳大利亚和美国共同使用。
该协定的存在直到2005年才向公众披露。2010年6月25日，该协定的全文首次由英国和美国公开发布，现在可以在线查看 （页面存档备份，存于）。根据协议，澳大利亚信号局的情报与五眼联盟信号情报伙伴机构共享：
- 美国国家安全局(NSA)
- 英国政府通讯总部(GCHQ)
- 加拿大通信安全机构（英语：Communications Security Establishment）(CSE)[26]
- 新西兰政府通信安全局（英语：Government Communications Security Bureau）(GCSB) [27]

## 组织架构
澳大利亚信号局由一名总监和一名负责监督战略的首席副总监领导。还辖澳大利亚网络安全中心、信号情报和网络作战组织( Signals Intelligence and Network Operations Group)以及企业和能力组织(Corporate and Capability Group)。

### 信号情报和网络作战组织
信号情报和网络作战组织负责信号情报收集、分析和制作，以及澳大利亚信号局基于网络的访问和效果。该组织包括一个情报部门和一个网络作战和访问部门，负责外国信号情报和进攻性网络作战。

### 国防信号情报和网络司令部
国防信号情报和网络司令部 (Defence Signals-Intelligence (SIGINT) and Cyber Command，DSCC) 成立于2018年1月，由澳大利亚国防军司令将信号局内的所有ADF人员整合到联合网络部队( Joint Cyber Unit)和联合信号情报部队(Joint SIGINT Unit)。DSCC指挥官对信息作战总监(Head of Information Warfare)负责，联合能力总监（Chief of Joint Capabilities）对澳大利亚国防军司令负责。指挥官目前是澳大利亚皇家海军James McCormack准将，他以前是澳大利亚信号局支持军事行动的总监。

## 领导人
| 姓名          | 上任         | 离任          |
| ------------- | ------------ | ------------- |
| Ian McKenzie  |              | 2013年11月    |
| Paul Taloni   | 2013年11月   | 2017年12月3日 |
| 迈克·伯吉斯   | 2018年1月4日 | 2019年9月15日 |
| 雷切尔·诺布尔 | 2020年2月    | 在职          |